# Zakład Karny w Tarnowie-Mościcach
Zakład Karny w Tarnowie-Mościcach – jednostka typu półotwartego z oddziałem typu otwartego przeznaczona dla mężczyzn, recydywistów penitencjarnych. Od 2021 roku Oddział Zewnętrzny Zakładu Karnego w Tarnowie.

## Historia
Zakład funkcjonował od 1963 roku. Początkowo stanowił Podośrodek Pracy Więźniów Zakładu Karnego w Tarnowie. Od 1969 roku uzyskał status jednostki samodzielnej. Celem powołania ZK w Tarnowie-Mościcach (dawniej Tarnowie-Świerczkowie) było zapewnienie pracowników dla sąsiadujących z więzieniem Zakładów Azotowych i innych kontrahentów. W latach siedemdziesiątych XX wieku na terenie Zakładu powstała przywięzienna szkoła, a w osiemdziesiątych filia Gospodarstwa Pomocniczego ZK Tarnów, które funkcjonowały do początku lat dziewięćdziesiątych. Po 1990 roku stan skazanych zatrudnionych znacznie zmalał, co spowodowało rozbudowę bazy do zajęć kulturalno-oświatowych i sportowych.
30 listopada 2021 został zniesiony Zakład Karny w Tarnowie-Mościcach, a 1 grudnia 2021 roku w jego miejsce utworzony został Oddział Zewnętrzny w Tarnowie Mościcach podległy Zakładowi Karnemu w Tarnowie.